# Station Bad Nauheim
Station Bad Nauheim is een spoorwegstation in de Duitse plaats Bad Nauheim. Het station werd in 1850 geopend.
Het ligt aan de spoorlijn Kassel - Frankfurt en aan de spoorlijn Butzbach - Lich.